# Bolesław Wierzbiański
Bolesław Wierzbiański (ur. 16 listopada 1913 w Bachórzu, zm. 26 marca 2003 w Nowym Jorku) – dziennikarz, działacz polonijny, wydawca. Kawaler Orderu Orła Białego.

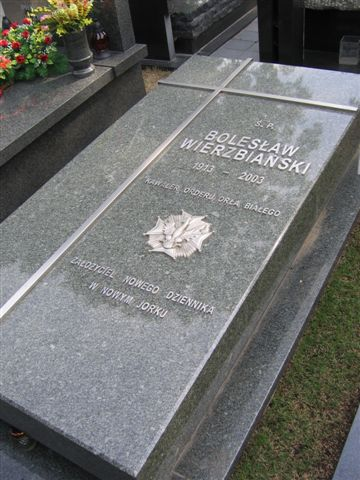
Nagrobek Bolesława Wierzbiańskiego

## Życiorys
Ukończył Gimnazjum im. Jana Kochanowskiego w Krakowie. Był drużynowym V Krakowskiej Drużyny Harcerskiej im. Ks. Skorupki (1930–1933). Po przeniesieniu się do Warszawy został zastępcą komisarza do spraw zagranicznych ZHP, skupiając się na problematyce harcerstwa polskiego za granicą, jednocześnie współpracował z harcerskim pismem „Na tropie”.
Studiował na Uniwersytecie Jagiellońskim, a następnie na Uniwersytecie im. Józefa Piłsudskiego w Warszawie. Podczas studiów był redaktorem czasopisma „Życie Akademickie” (1933–1938). Uzyskał tytuł magistra praw i ekonomii. W okresie uniwersyteckim był aktywnym członkiem Związku Polskiej Młodzieży Demokratycznej. Od 1939 roku przebywał na emigracji, początkowo we Francji, a od 1940 roku w Anglii.
W czasie wojny był korespondentem wojennym Polskiej Agencji Telegraficznej (PAT), później założył Polską Agencję Prasową „Światpol”. Był redaktorem serwisu dla prasy obcojęzycznej „Free European Press Servise”. Po wojnie został prezesem Związku Dziennikarzy RP, a w latach 1947–1953 pełnił funkcję prezesa Międzynarodowej Federacji Wolnych Dziennikarzy, współpracował z Polską Agencją Telegraficzną, z polskim radiem w Londynie i brytyjską BBC. Współtworzył organizację emigracyjną Polski Ruch Wolnościowy „Niepodległość i Demokracja”. Starał się znaleźć zatrudnienie dla polskich dziennikarzy w powstających pod koniec lat 50. programach radiowych skierowanych na Polskę i Europę Środkowo-Wschodnią. Rozpoczął współpracę z Głosem Ameryki i Radiem Wolna Europa, z siedzibą w USA. Często podróżował do Stanów Zjednoczonych, co pozwalało mu na utrzymanie kontaktów z amerykańskimi ośrodkami politycznymi, środkami masowego przekazu oraz Polonią.
W 1956 przeniósł się do USA na stałe i następnie uzyskał obywatelstwo amerykańskie, pracował jako komentator „Radia Wolna Europa” oraz „Głosu Ameryki”. W okresie tym prowadził również agencję prasową „Foreign News Service”, agencja ta zajmowała się redagowaniem materiałów o polityce sowieckiej i sytuacji w Europie Środkowo-Wschodniej.
Był współzałożycielem i pierwszym redaktorem naczelnym gazety nowojorskiej „Nowy Dziennik”, prowadził gazetę przeszło 30 lat, do śmierci.
Bolesław Wierzbiański był jednym z dyrektorów ogólnokrajowego Kongresu Polonii Amerykańskiej, był założycielem fundacji dziennikarskiej „International Committee on Journalism”, był komisarzem do spraw praw człowieka w administracji miejskiej Nowego Jorku, był członkiem Polskiego Instytutu Naukowego. Bolesław Wierzbiański był również prezesem honorowym Stowarzyszenia Dziennikarzy Polskich oraz laureatem dziennikarskiej Nagrody im. Bolesława Prusa. Został odznaczony Krzyżem Komandorskim Orderu Odrodzenia Polski (15 maja 1987) i Krzyżem Komandorskim z Gwiazdą Orderu Zasługi Rzeczypospolitej (23 listopada 1993) oraz najwyższym polskim odznaczeniem państwowym – Orderem Orła Białego (9 września 1999).
Został pochowany na Cmentarzu Wojskowym na Powązkach w Warszawie (kwatera A3 tuje-1-51).

## Wybrana twórczość
- Harcerska służba Polsce poza granicami kraju
- Polacy w świecie
- Teheran Jałta i Poczdam: Reportaż w przeszłość
- Sprawcy byli nieobecni: proces Popiełuszki